# Linia kolejowa nr 169
Linia kolejowa nr 169 – drugorzędna, jednotorowa, zelektryfikowana linia kolejowa, łącząca stacje Tychy i Orzesze Jaśkowice.
Na linii dawniej istniał posterunek osłonny Olszynka, na którym to linia krzyżowała się prostopadle z linią kolejową nr 159: Orzesze – Wodzisław Śląski (Żory – Pawłowice Śląskie). Natomiast w 2010 roku zlikwidowano posterunek oraz skrzyżowanie. W roku 2016 linia na odcinku Tychy – Łaziska Średnie została zmodernizowana. Mimo tego na linii utrzymywany jest przede wszystkim ruch pociągów towarowych oraz dalekobieżnych. Pociągi pasażerskie zatrzymują się na stacji wyłącznie w wybranych miesiącach.

## Historia
Otwarcie pierwszego odcinka linii kolejowej nr 169 nastąpiło 16 sierpnia 1865 roku, kiedy otwarto odcinek Orzesze Jaśkowice – Łaziska Średnie. 24 czerwca 1870 roku otwarto odcinek  Tychy – Łaziska Średnie, a 30 grudnia 1978 roku linia kolejowa została w całości zelektryfikowana.

## Charakterystyka techniczna
Linia w całości jest klasy D3, maksymalny nacisk osi wynosi 221 kN dla lokomotyw oraz wagonów, a maksymalny nacisk liniowy wynosi 71 kN (na metr bieżący toru). Linia wyposażona jest w sieć trakcyjną typu YC130-2C oraz C120-2C, która jest dostosowana do maksymalnej prędkości 110 km/h, obciążalność prądowa wynosi 1725 i 1750 A, a minimalna odległość między odbierakami prądu wynosi 20 m. Linia zaopatrzona jest w elektromagnesy samoczynnego hamowania pociągów. Linia podlega pod obszar konstrukcyjny ekspozytury Centrum Zarządzania Linii Kolejowych Sosnowiec, a także pod Zakłady Linii Kolejowych Sosnowiec i Tarnowskie Góry. Prędkość maksymalna poruszania się pociągów na linii wynosi 120 km/h, a jej prędkość konstrukcyjna wynosi 120 km/h. Obowiązują następujące maksymalne prędkości:
| kilometraż | kilometraż | Tor nieparzysty (kierunek: Orzesze Jaśkowice) | Tor nieparzysty (kierunek: Orzesze Jaśkowice) | Tor nieparzysty (kierunek: Orzesze Jaśkowice) |
| od         | do         | Pociągi pasażerskie                           | Autobusy szynowe i EZT                        | Pociągi towarowe                              |
| -0,246     | 0,800      | 50                                            | 50                                            | 50                                            |
| 0,800      | 2,900      | 120                                           | 120                                           | 120                                           |
| 2,900      | 6,190      | 120                                           | 120                                           | 120                                           |
| 6,190      | 6,930      | 80                                            | 80                                            | 80                                            |
| 6,930      | 7,225      | 50                                            | 50                                            | 50                                            |
| 7,225      | 16,650     | 100                                           | 100                                           | 100                                           |
| 16,650     | 17,484     | 50                                            | 50                                            | 50                                            |